# Qualitätssicherung in der beruflichen Bildung
Qualitätssicherung in der beruflichen Bildung dient dazu, eine hochwertige und auf dem Arbeitsmarkt qualifizierende Ausbildung ermöglichen zu können.

## Politischer Hintergrund
1969 wurde in Deutschland erstmals Qualitätssicherung in der beruflichen Bildung beachtet. Dazu gehören unter anderem die „Empfehlung zur Verbesserung der Lehrlingsausbildung“ und das Berufsbildungsgesetz (BBiG), das im August 1969 beschlossen wurde. Das Bundesinstitut für Berufsbildung (BIBB) führt seit 1988 Untersuchungen zu diesem Thema durch. Allgemein kann man sagen, dass Qualitätssicherung in der beruflichen Bildung seit den 1990er Jahren wieder ein zentralerer Stellenwert in der Diskussion um berufliche Bildung zugeschrieben wird. Mit dem im Jahr 2000 beginnenden Lissabon-Prozess nimmt sich die EU das Ziel vor, zum „wissensbasierten Wirtschaftsraum“ zu werden. Damit einhergehend ist die Forderung nach der Modernisierung und kontinuierlichen Verbesserung der Berufsbildungssysteme. Dabei sollen ein Europäischer Bezugsrahmen und ein gemeinsames europäisches Qualitätsverständnis die EU-Mitgliedstaaten unterstützen. 2005 wurde das Berufsbildungsgesetz (BBiG) novelliert, womit der Qualität in der Ausbildung eine größere Bedeutung zukommt. Das Ziel von Qualitätssicherung in der beruflichen Bildung ist in § 1 des BBiG mit dem Erwerb, Erhalt und Anpassung der beruflichen Handlungsfähigkeit beschrieben. 2010 wurde im Rahmen der oben beschriebenen Strategie der EQAVET-Prozess begründet. Dieser Prozess basiert auf folgendem Grundgedanken: Es ist zu diesem Zeitpunkt nicht vorrangig, wenn nicht sogar unnötig, sich darauf zu verständigen, welcher explizite Qualitätsbegriff verwendet wird – denn da gibt es auch in der Fachliteratur noch keine abschließende allgemeine Definition. Von viel größerer Bedeutung ist es, sich bewusst zu machen, dass Qualitätssicherung wichtig ist und dass man sich dahingehend einig ist. Das Bundesministerium für Bildung und Forschung (BMBF) hat infolgedessen den Qualitätsbegriff im Kontext beruflicher Bildung – in Anlehnung an das BBiG – festgelegt:
„Qualität in der betrieblichen Ausbildung bedeutet die Sicherstellung hoher Qualität des Ausbildungsprozesses dahingehend, dass die Auszubildenden qualifiziert werden, die relevanten beruflichen Arbeitsaufgaben nach Abschluss der Ausbildung fehlerfrei zu bewältigen. Das bedingt eine hohe Input-, Prozess-, Output- und Outcomequalität.“
Um in den einzelnen Nationen Ansprechpartner in Fragen der Qualitätssicherung zu haben, wurde 2005 empfohlen, nationale Referenzstellen einzurichten; so wurde im August 2008 DEQA-VET als deutsche Referenzstelle gegründet. Seit 2010 sind die Mitglieder des EQAVET-Netzwerkes zur Errichtung dieser Referenzstellen angehalten.

## Berufsbildung in Deutschland
Nahezu alle Ausbildungsberufe in Deutschland sind für das sogenannte duale System ausgelegt. Das heißt, dass es zwei Lernorte – die Berufsschule und den ausbildenden Betrieb – gibt. Im europäischen Vergleich kann das deutsche Berufsbildungssystem als Besonderheit betrachtet werden, denn die Lernortaufteilung ist kein so bedeutender Teil anderer Berufsbildungssysteme. Aufgrund der Kulturhoheit der einzelnen Bundesländer ist Bildungspolitik in Deutschland sehr kompliziert zu gestalten, denn die Zuständigkeit für die berufsbildenden Schulen liegt bei den Ländern und die der außerschulischen – und somit auch der betrieblichen – Bildung beim Bund. Die außerschulische Bildung ist durch das BBiG reglementiert. Der Lernort Betrieb ist während der Ausbildung im Vergleich zur Berufsschule relativ autonom, wobei auch hier Gesetze und Verordnungen zur Qualitätssicherung beitragen. Die Gründe für einen Betrieb auszubilden, sind meist, den eigenen Bedarf an qualifizierten Fachkräften zu decken und somit flexible Einsetzbarkeit von selbst ausgebildeten Fachkräften garantiert zu wissen. Also kann eine Ausbildung durchaus auch aus betrieblicher Sicht als Investition in die Zukunft gesehen werden. Hinzu kommt die soziale Verantwortung gegenüber der Gesellschaft und den Auszubildenden, die man als Betrieb hat.

## Akteure
Neben den ausbildenden Betrieben und den Berufsschulen ist das deutsche Berufsbildungssystem durch viele Akteure geprägt. Daran beteiligt sind das BIBB, das BMBF, die Kultusministerkonferenz (KMK), die Bundesministerien, die Bundesagentur für Arbeit (BA) und die Sozialpartner. Das BIBB ist unter anderem dafür zuständig, Ausbildungsordnungen vorzubereiten und berufliche Bildung zu entwickeln und zu fördern. Die KMK vermittelt zwischen den einzelnen Ländern und versucht die Bildungspolitik aufeinander abzustimmen. Für die Ausgestaltung des BBiG ist das BMBF verantwortlich und die Bundesagentur für Arbeit berät, vermittelt und fördert ebenfalls berufliche Bildung. Die jeweiligen Ministerien erkennen die Ausbildungsberufe als solche an. Durch Arbeitnehmer- und Arbeitgeberorganisationen werden die Sozialpartner vertreten. Die Kammern (zum Beispiel die Handwerkskammer oder die Industrie- und Handelskammer) haben zudem die Aufgabe, die Ausbildungsbetriebe zu überwachen und auf Eignung zu prüfen.

## Verordnungen und Gesetze
Am bedeutsamsten bei der Reglementierung ist das BBiG. Es enthält ein umfassendes Instrumentarium zur Qualitätssicherung in der beruflichen Bildung. Unter anderem legt es bundeseinheitliche Standards fest und gibt den Prüfungsrahmen vor. Zudem werden zuständige Stellen zur Sicherung der fachlichen Eignung der Ausbildenden und deren Pflichten benannt. Ein gemeinsames Ziel des BBiG mit den Sozialpartnern, den Ländern und dem BIBB ist es, Verfahren zur externen Evaluation und Qualitätssicherung zu erarbeiten. Diese Instrumente sollen praktikabel und zur fortlaufenden Qualitätssicherung brauchbar sein. Weitere Verordnungen und Gesetze sind die Handwerksordnung (HWO), die Ausbilder-Eignungsverordnung (AEVO), das Jugendarbeitsschutzgesetz (JArbSchG), das Aufstiegsfortbildungsförderungsgesetz (AFBG), das Fernunterrichtsschutzgesetz (FernUSG) und das Betriebsverfassungsgesetz (BetrVG).

## Ansätze zur Qualitätssicherung
1. Unterstützung betrieblicher Ausbildung durch Kammern
2. Vergleich der Ausbildung zwischen Betrieben und mit Standards durch die Kammern
3. Orientierung des Berufsschulunterrichts an der Betriebspraxis
4. Gestaltung der Rahmenbedingungen durch Betriebe
5. kooperative betriebliche Ausbildungsstruktur
6. Überwachung und Steuerung des Lernverlaufs durch Betriebe und Schulen
7. Übernahme von Ausbildungsverantwortung durch Auszubildende[9]

## Qualitätssichernde Elemente im Berufsbildungssystem
Um die Qualität der beruflichen Ausbildung zu sichern, gibt es einige Vorgaben und Vereinheitlichungen, um ausbildende Betriebe zu unterstützen. Dazu zählen zum Beispiel die bundeseinheitlichen Ausbildungsordnungen. Darin werden Qualifikationen, die Struktur der Ausbildung und die Ausbildungsanforderungen festgelegt. Außerdem werden Prüfungen durch die Kammern durchgeführt, um die Unabhängigkeit von Lehrern, Lehrerinnen und Ausbildenden zu gewährleisten. Ob Betriebe zum Ausbilden geeignet sind und ob der Ausbildungsvertrag eingehalten wird, wird von den Kammern vor Ort überwacht. Ein weiteres qualitätssicherndes Element ist die Erklärung der Betriebe, dass sie freiwillig ausbilden. Unter Beweis stellen die Betriebe diese Freiwilligkeit, indem sie die Unkosten für die Ausbildung tragen und den Auszubildenden eine Vergütung zahlen.
Darüber hinaus muss der Betrieb garantieren, dass der oder die Auszubildende die Berufsschule besuchen kann.

## Worauf kann man bei der Ausbildung aus Sicht des oder der Ausbildenden achten?
Ziel der Ausbildung ist es, die berufliche Handlungsfähigkeit zu erlangen. Um dieses Ziel zu erreichen, kann es sehr dienlich sein, wenn der oder die Auszubildende in größere Arbeitsaufgaben mit einbezogen wird und die Arbeit selbstständig planen, durchführen und kontrollieren kann. Dabei sind klare Arbeitsanweisungen sehr förderlich, allerdings müssen auch Arbeitsfehler einkalkuliert und akzeptiert werden. Die Betreuung sollte dabei fachlich und didaktisch kompetent und dauerhaft präsent sein. Zudem müssen die Ergebnisse zwischen Auszubildenden und Ausbildenden besprochen werden. Regelmäßige Feedbacks durch Auszubildende tragen ebenso zu einer qualitativ höherwertigen Ausbildung bei.

## Modelle und Indikatoren zur Qualitätsmessung und -sicherung
Weit verbreitet und bekannt ist der Demingkreis. Dieser beschreibt einen Kreislauf der Qualitätssicherung, bei dem man plant, durchführt, überprüft und umsetzt. Wenn dieser Vorgang durchlaufen ist, beginnt man wieder von vorne. Die Vorstellung einer Spirale der Qualität ist allerdings auch zutreffend. Man überlegt sich Instrumente zur Qualitätsverbesserung, setzt diese um und überprüft das Ergebnis. So entwickelt sich die Qualität auf ein immer höher liegendes Niveau.
Zudem gibt es zehn Indikatoren des EQAVET-Prozesses, bereitgestellt durch den oben genannten Europäischen Bezugsrahmen, die man auf den eigenen Ausbildungsprozess anwenden kann. Anschließend kann man überprüfen, wo noch Verbesserungsmöglichkeiten sind und wo man schon die richtigen Methoden zur Qualitätssicherung verwendet.

## Ziele der Qualitätssicherung
Bislang wurde noch nicht darauf eingegangen, wozu Qualitätssicherung genau dienen soll. Offensichtlich ist der Punkt, dass der Ausbildungsprozess verbessert werden soll, um die Lernergebnisse qualitativ zu stärken. Ferner sollen Auszubildende zu lebenslangem Lernen befähigt werden. Darüber hinaus ist beabsichtigt, die Abbrecherquote zu senken. Um die Qualitätssicherung weiter in den Betrieben zu verbreiten, muss ein praxisnahes Instrument zur Qualitätssicherung entwickelt werden.

## Qualität in der Praxis

### Betrieb

#### Allgemein
Mehr als 60 % der Großbetriebe haben in den letzten Jahren Aktivitäten zur Qualitätssicherung unternommen. Bei den Mittelbetrieben beliefen sich die Aktivitäten auf ungefähr 45 % und bei den Klein- und Kleinstbetrieben waren es lediglich 25 %, die Qualitätssicherung bewusst zum Thema gemacht haben.
Eine Vielzahl an konkreten Maßnahmen lässt sich hier nennen: Die Ausbildungskonzepte wurden geschäfts- und prozessorientierter gestaltet, das Ausbildungspersonal besuchte fachliche, pädagogische und didaktische Schulungen. Als Ausbildungsmethoden wurden unter anderem Projektarbeiten mit einbezogen und die Ausbildungsinhalte wurden zusätzlich auf inner- und außerbetrieblichen Seminaren mit den Auszubildenden erarbeitet.

#### Qualitätsverständnis in den Betrieben
Häufig steht der Kunde im Mittelpunkt und will zufriedengestellt werden. Aus betriebswirtschaftlicher Sicht ist dies vollkommen nachzuvollziehen, sodass diese Kundenorientierung vielfach vorkommt. Die Outcomeorientierung – der oder die Auszubildende kann das Erlernte im späteren Berufsleben umsetzen – hat noch relativ oft eine Bewandtnis, die Prozessorientierung verliert aber an Gewicht. Mit Prozessqualität ist die Qualität während der Ausbildung gemeint, zum Beispiel direkte Lehr-Lern-Interaktionen.
Die Outputorientierung – wie beendet man die Abschlussprüfung und damit die Ausbildung – beschränkt sich bei den meisten Betrieben auf das Bestehen der Abschlussprüfungen.
Doch wenn ein Betrieb für die Auszubildenden weitere Ziele als das bloße Bestehen der Prüfungen hat, dann sind das meist folgende: Der Beruf soll gern ausgeübt werden, man soll sich schnell auf neue Arbeitsbedingungen und -anforderungen einstellen können. Zudem soll man schwierige Aufgaben selbstständig lösen können und auf dem beruflich aktuellen Stand bleiben wollen, auf dem Arbeitsmarkt soll man verwertbare Qualifikationen erwerben können. All diese Aspekte sollen letztendlich die Berufsbefähigung garantieren.

#### Qualitätsrelevante Strukturen betrieblicher Ausbildung
Nicht nur wie ein Betrieb Auszubildende in den Arbeitsalltag einbindet ist wichtig, sondern auch, was im Betrieb für eine bessere Qualität geboten wird und wie der Betrieb dabei unterstützt wird. Primär muss der Mitarbeiter oder die Mitarbeiterin mit den Ausbildungsaufgaben vertraut sein und muss Erfahrung damit haben. Dazu ist die formale Qualifikation des abgeschlossenen Ausbildereignungslehrgangs vorgeschrieben. Leider funktioniert das bei kleineren Betrieben nicht immer aufgrund begrenzter Ressourcen.
Zur Unterstützung dienen den Betrieben Leitfäden, Checklisten und Verfahren zur Selbstbeurteilung. Außerdem gibt es noch Ausbildungspläne, die von den Betrieben selbst erstellt werden können, aber auch von den Kammern zur Verfügung gestellt werden.

#### Anspruch und Realität bei der betrieblichen Ausbildungsqualität
Mit der Inputqualität soll beschrieben werden, was alles an äußeren Voraussetzungen vor Beginn der Ausbildung vorhanden ist. Dazu zählen materielle, organisatorische und personelle Voraussetzungen. Mit der materiellen und der organisatorischen Ausstattung sind die Betriebe meist sehr zufrieden, bei den personellen Voraussetzungen gibt es allerdings Defizite. Fachliche und didaktische Qualifikationen werden als wichtig erachtet, aber Weiterbildungen in pädagogischen Bereichen haben meist nur eine nachgeordnete Priorität.
Die Konzeption und Lenkung der Ausbildung ist Teil der Prozessqualität. Darunter fällt, dass es jemanden im Betrieb gibt, der immer für Auszubildende ansprechbar ist und bei Problemen sofort hilft und auch positives Feedback bei guter Leistung gibt. Daneben sollte kein Wertschöpfungs-, sondern der Ausbildungsgedanke vorherrschen.
Das Berichtsheft hat in der Praxis keinen großen Stellenwert zur Qualitätssicherung. Oftmals wird es nicht als Nachweis der Qualität der Ausbildung betrachtet. Daher hat der Gesetzgeber dieses Berichtsheft aus dem Berufsbildungsgesetz gestrichen. Seitdem ist nur noch ein schriftlicher oder elektronischer Ausbildungsnachweis zu führen.
Ein weiterer Aspekt der Prozessqualität ist die didaktische und methodische Gestaltung der Ausbildung. Mit Hilfe der Didaktik kann man die Ausbildungsqualität auf mehrere Arten verbessern. So können Lernziele vereinbart werden, im Handlungszusammenhang vermittelt und bei Problemen während der Ausbildung sowie im Privaten unterstützt werden.
Auch methodisch ist man in der Ausbildung sehr flexibel: Projektarbeiten durchführen, Vor- und Nachmachen, Lehrgespräche führen und Selbstlernprogramme anwenden lassen.
Zudem ist es erforderlich, dass Auszubildende sich auch selbst einbringen. Dies kann in Form von Feedback über Ausbildungsverläufe oder Ähnliches geschehen, oder dass man sich Erklärungen einfordert und eigene Ideen einbringt.
In der Realität werden aber viele dieser Möglichkeiten nicht umgesetzt, da oftmals nur wenige Ressourcen verfügbar sind. Qualitätsmanagementsysteme werden vornehmlich durch Großbetriebe angewandt. Input- und prozessbezogene Qualität haben eine herausragende Bedeutung, sind aber nicht ausreichend, und bei der Outputqualität hat die berufliche Leistungsfähigkeit oberste Priorität. Die Kooperation mit den anderen Akteuren der beruflichen Bildung wird eher als mittelmäßig von den Betrieben wahrgenommen: In der Zusammenarbeit mit den beruflichen Schulen sind 25 % zufrieden und 12,5 % unzufrieden. Bei den Kammern sind 20 % zufrieden und 25 % unzufrieden. Noch unzufriedener sind die Betriebe mit der Kooperation mit der Bundesagentur für Arbeit: 10 % zufrieden und 30 % unzufrieden.

### Berufsschule
Allgemein lässt sich über Qualitätssicherung an Berufsschulen sagen, dass diese im Gange ist. Zum Beispiel ist an niedersächsischen Berufsschulen das Qualitätsmanagementsystem EFQM seit 2005 verpflichtend (vgl. Gonon 2008, S. 98).
Hinzufügen lässt sich, dass berufliche Schulen sich als moderne Dienstleister sehen, die auf ständige Veränderung und Entwicklung reagieren müssen. Dazu sind schnelle und wirksame Anpassungen notwendig. Mit Qualitätsmanagementsystemen kann prozessorientiertes Schulmanagement und pädagogisch-didaktische Schulentwicklung miteinander verknüpft werden. Dadurch ist ein systematisches Handeln beim Lösen von Problemen gegeben, und durch die dokumentierenden Methoden kann das Erreichen von Zielen messbar werden.